# Spheriksi (maskote)
Trije Spheriksi, Ato, Kaz in Nik so bili uradne maskote Svetovnega prvenstva v nogometu 2002. Spheriksi so trije računalniško ustvarjeni stvori, ki igrajo izmišljen nogometu podoben šport "Atmoball". V moštvu je Ato trener, Kaz in Nik pa sta igralca. 
Spheriksi se od ostalih maskot Svetovnih prvenstev razlikujejo po tem, da so se s svojim futurističnim videzem oddaljili od tradicionalnih plišastih maskot. 
Ato je oranžen, Nik moder in Kaz vijoličen. Maskote predstavljajo energijske delce v ozračju.  Imena maskot so organizatorji izdali 26. aprila 2001, točno 400 dni pred začetkom prvenstva.  Maskote so bile izbrane po glasovanju, na katerem je sodelovalo skoraj milijon ljudi. 
Predstavitvena slovesnost je potekala v uradni trgovini z blagom Svetovnega prvenstva v Tokiu, Japonska. Slovesnosti so se udeležile tudi tri maskote v naravni velikosti. 